# Reyer Herman van Zwaluwenburg
Reyer Herman Van Zwaluwenburg (Kansas City, 5 februari 1891 - Honolulu, 22 oktober 1970) was een Amerikaans entomoloog.
Van 1909 tot 1913 studeerde van Zwaluwenburg aan het Massachusetts Agricultural College.  Daarna was hij werkzaam in Puerto Rico en Mexico voordat hij in 1924 naar Hawaï verhuisde. Hij werkte in Hawaï op het Hawaiian Sugar Planters' Association Experiment Station als entomoloog en deed onderzoek naar plaaginsecten in suikerriet en natuurlijke bestrijding. Hij was een expert in de entomologie van Hawaï en gespecialiseerd in Kniptorren (Elateridae). Hij beschreef een aanzienlijk aantal nieuwe soorten en verzamelde insecten in Japan, West-Afrika, het Kanton atol en Mexico.
De mierensoorten Stigmatomma zwaluwenburgi en Hypoponera zwaluwenburgi zijn naar hem vernoemd. 

## Enkele publicaties
- 1928 - The interrelationships of insects and roundworms in: Bulletin of the Experiment Station of the Hawaiian Sugar Planters' Association.
- 1932 - Check list of the Elateridae of Oceania online

- Gemeinsame Normdatei: 1146858949
- International Standard Name Identifier: 0000 0000 3120 7902
- Library of Congress Control Number: n93046875
- Virtual International Authority File: 43511912
- WorldCat: E39PBJmp8DPjRb8yktgHFrt7pP